# Пожар (Кировская область)
 Пожар — деревня в Подосиновском районе Кировской области. Входит в состав Подосиновского городского поселения.

## География
Расположена у северной окраины центра района поселка Подосиновец.

## История
Известна с 1859 года как деревня Княж, где дворов 18 и жителей 100, в 1926 (уже Пожар) 45 и 215, в 1950 41 и 152, в 1989 46 жителей.

## Население
Постоянное население составляло 46 человек (русские 72 %) в 2002 году, 26 в 2010.